# Ottone I di Svevia e Baviera
Ottone I (954 – Lucca, 31 ottobre o 1º novembre 982) è stato un duca di Svevia dal 973 e duca di Baviera dal 976.

## Biografia
Era un membro della dinastia ottoniana, unico figlio del duca Liudolfo di Svevia e di sua moglie Ida, e quindi un nipote dell'imperatore Ottone I e della moglie anglosassone Eadgyth. Sua sorella Matilde fu la badessa dell'abbazia di Essen.
Ottone aveva solo tre anni quando suo padre morì nel 957. Fu cresciuto alla corte di suo nonno, Ottone I, e crebbe assieme al futuro imperatore Ottone II, nato alla fine del 955. Quest'ultimo lo considerava sia "nipote che fratello" (nepos ac frater). Quando il duca Burcardo III di Svevia morì nel 973 senza figli, Ottone II diede il ducato svevo al nipote/"fratello" diciannovenne, il cui padre, Liudolfo, era stato il predecessore di Burcardo. Ottone II divenne uno stretto confidente del giovane duca.
Nel 976 il duca di Baviera Enrico il Litigioso venne imprigionato e rimosso dall'incarico ducale per ribellione. Al suo posto l'imperatore nominò Ottone di Svevia, che divenne il primo sovrano di due ducati nella Germania medievale. Anche il ducato di Carinzia e la marca di Nordgau furono sottratti ad Enrico, ma questi non furono conferiti a Ottone: questi territori ebbero d'ora in poi una storia separata da quella della Baviera. Nel 977, mentre l'imperatore era impegnato in una campagna militare, Ottone aiutò a reprimere la rivolta dei Tre Enrichi, provocata dal duca deposto di Baviera Enrico il Litigioso, dal vescovo Enrico I di Augusta e dal duca Enrico I di Carinzia, assediandoli con successo a Passau. L'esercito dei bavaresi, che cadde in un'imboscata ordita da Boleslao I di Boemia vicino a Plzeň mentre si dirigeva verso l'imperatore, potrebbe essere stato inviato dal duca Ottone.
Nel 980 Ottone accompagnò l'imperatore nella sua campagna nel sud Italia, combattendo sia i bizantini che gli arabi siciliani. Sopravvisse alla sconfitta vicino a Crotone del 13 o 14 luglio 982 e ad un successivo agguato da parte di una forza araba. Incaricato di riportare in Germania gli esiti della campagna, morì durante il viaggio per le ferite ricevute in battaglia, il 31 ottobre o il 1º novembre a Lucca. Anche suo padre Liudolfo era morto a sud delle Alpi. La sua famiglia riportò il suo corpo e lo fece seppellire nella collegiata dei Santi Pietro e Alessandro ad Aschaffenburg, chiesa a cui Ottone fece alcune elargizioni. La sua morte è riportata nella versione contemporanea di Abingdon della Cronaca anglosassone: "E poi, mentre tornava a casa, morì il figlio del fratello [dell'imperatore], che si chiamava Ottone, ed era figlio di l'aetheling Liudolfo, e questo Liudolfo era il figlio di Ottone I e la figlia di re Edoardo".
La sorella di Ottone, Matilde, commissionò una preziosa croce gemmata, la croce di Ottone e Matilde, che è custodita attualmente nel tesoro della Cattedrale di Essen; i fratelli sono raffigurati su di esso.
Ottone non si sposò mai e non lasciò figli.

## Ascendenza
|                              |                        |                       | Genitori                |  |  | Nonni |  |  | Bisnonni             |  |  | Trisnonni            |  |
|                              |                        |                       |                         |  |  |       |  |  | Enrico I di Sassonia |  |  | Ottone I di Sassonia |  |
|                              |                        |                       |                         |  |  |       |  |  | Enrico I di Sassonia |  |  | Ottone I di Sassonia |  |
|                              |                        | Edvige di Babenberg   |                         |  |  |       |  |  | Enrico I di Sassonia |  |  |                      |  |
| Ottone I di Sassonia         |                        |                       |                         |  |  |       |  |  | Enrico I di Sassonia |  |  |                      |  |
|                              |                        | Matilde di Ringelheim | Teodorico di Ringelheim |  |  |       |  |  |                      |  |  |                      |  |
|                              |                        | Matilde di Ringelheim | Teodorico di Ringelheim |  |  |       |  |  |                      |  |  |                      |  |
|                              |                        | Matilde di Ringelheim | Rinilde di Frisia       |  |  |       |  |  |                      |  |  |                      |  |
| Liudolfo di Svevia           |                        | Matilde di Ringelheim |                         |  |  |       |  |  |                      |  |  |                      |  |
|                              |                        | Edoardo il Vecchio    | Alfredo il Grande       |  |  |       |  |  |                      |  |  |                      |  |
|                              |                        | Edoardo il Vecchio    | Alfredo il Grande       |  |  |       |  |  |                      |  |  |                      |  |
|                              |                        | Edoardo il Vecchio    | Ealhswith               |  |  |       |  |  |                      |  |  |                      |  |
| Eadgyth                      |                        | Edoardo il Vecchio    |                         |  |  |       |  |  |                      |  |  |                      |  |
|                              |                        | Elfleda               | Æthelhelm di Wiltshire  |  |  |       |  |  |                      |  |  |                      |  |
|                              |                        | Elfleda               | Æthelhelm di Wiltshire  |  |  |       |  |  |                      |  |  |                      |  |
|                              |                        | Elfleda               | …                       |  |  |       |  |  |                      |  |  |                      |  |
| Ottone I di Svevia e Baviera |                        | Elfleda               |                         |  |  |       |  |  |                      |  |  |                      |  |
|                              | Gebeardo di Lotaringia | Udo di Neustria       |                         |  |  |       |  |  |                      |  |  |                      |  |
|                              | Gebeardo di Lotaringia | Udo di Neustria       |                         |  |  |       |  |  |                      |  |  |                      |  |
|                              | Gebeardo di Lotaringia | Giuditta di Linzgau   |                         |  |  |       |  |  |                      |  |  |                      |  |
| Ermanno I di Svevia          | Gebeardo di Lotaringia |                       |                         |  |  |       |  |  |                      |  |  |                      |  |
|                              |                        | Ida di Grabfeld       | …                       |  |  |       |  |  |                      |  |  |                      |  |
|                              |                        | Ida di Grabfeld       | …                       |  |  |       |  |  |                      |  |  |                      |  |
|                              |                        | Ida di Grabfeld       | …                       |  |  |       |  |  |                      |  |  |                      |  |
| Ida                          |                        | Ida di Grabfeld       |                         |  |  |       |  |  |                      |  |  |                      |  |
|                              |                        | Eberardo di Sülichgau | Adelardo del Friuli     |  |  |       |  |  |                      |  |  |                      |  |
|                              |                        | Eberardo di Sülichgau | Adelardo del Friuli     |  |  |       |  |  |                      |  |  |                      |  |
|                              |                        | Eberardo di Sülichgau | Swanaburc               |  |  |       |  |  |                      |  |  |                      |  |
| Regelinda                    |                        | Eberardo di Sülichgau |                         |  |  |       |  |  |                      |  |  |                      |  |
|                              |                        | Gisella di Rheinau    | Liutoldo di Rheinau     |  |  |       |  |  |                      |  |  |                      |  |
|                              |                        | Gisella di Rheinau    | Liutoldo di Rheinau     |  |  |       |  |  |                      |  |  |                      |  |
|                              |                        | Gisella di Rheinau    | Giuditta del Friuli     |  |  |       |  |  |                      |  |  |                      |  |
|                              |                        | Gisella di Rheinau    |                         |  |  |       |  |  |                      |  |  |                      |  |